# Salah Zakaria
Salah Zakaria Hassan (arabisch صلاح زكريا حسن, DMG Ṣalāḥ Zakariyyā Ḥasan; * 24. April 1999) ist ein katarischer Fußballtorhüter.

## Karriere

### Verein
Ende Januar 2019 wurde er von der Reserve-Mannschaft von al-Wakrah an die U21 des belgischen Kooperationsklub KAS Eupen verliehen, von dieser kehrte er nach dem Ende der laufenden Spielzeit schließlich zurück und ging dann zur Spielzeit 2019/20 auch in den Kader der ersten Mannschaft über. Von hier wurde er aber direkt wieder verliehen und zwar diesmal zum al-Gharafa SC. So hatte er hier am 21. Spieltag bei einem 1:0-Sieg über den Umm-Salal SC der Saison dann auch seinen ersten Einsatz zwischen den Pfosten in der Qatar Stars League. Im Verlauf seiner Zeit im Verein al-Gharafa SC kam er dann noch weitere Male zum Einsatz, es war aber klar, dass er die ganze Zeit nur als Reserve einspringen sollte.
Zum Jahresstart 2021 endete seine Zeit bei al-Gharafa dann schlussendlich und auch sein Vertrag bei al-Wakrah. Seitdem steht er bei al-Duhail unter Vertrag, wo er in seiner Zeit durchaus kontinuierlich als Torhüter eingesetzt wurde. In der Spielzeit 2022/23 ist er jedoch bislang noch nicht eingesetzt worden (Stand November 2022).

### Nationalmannschaft
Mit dem U19-Team nahm er an der U19-Asienmeisterschaft 2018 teil und hütete hier in den Gruppenspielen und im Viertelfinale das Tor, danach war er auch ein Teil des Kaders der Mannschaft bei der U20-Weltmeisterschaft 2019, hier bekam er jedoch keine Einsätze.
Zusammen mit der U23-Mannschaft nahm er im Jahr 2022 an mehreren Freundschaftsspielen teil, in denen er die Mannschaft in ein paar Spielen auch sogar als Kapitän auf das Feld führte. Im Anschluss, bei der U23-Asienmeisterschaft 2022, führte er diese Position dann in jedem der Spiele aus. Allerdings schied sein Team bereits nach der Gruppenphase aus.
Seinen ersten bekannten Einsatz im Dress der katarischen A-Nationalmannschaft hatte er am 26. August 2022 bei einem 1:1-Freundschaftsspiel gegen Jamaika in der Wiener Neustadt Arena, wo er auch über die komplette Spielzeit zwischen den Pfosten stand.

## Erfolge
al-Duhail SC
- Katarischer Meister: 2022/23